# Postura ortograda

Locomozione ortograda di un lemure Sifaka.

Ortogrado è un termine derivato dal greco ὀρθός, orthos ("giusto", "vero", "dritto") + latino gradi (camminare) che descrive un modo di camminare eretto, con il movimento indipendente degli arti. Sia le scimmie del Nuovo che del Vecchio Mondo sono principalmente arboree e hanno la tendenza a camminare con gli arti che oscillano parallelamente l'uno all'altro. Questo differisce dal modo di camminare delle scimmie antropomorfe.
Gli scimpanzé, i gorilla, gli oranghi e gli esseri umani, quando camminano, camminano in posizione eretta e i loro arti oscillano l'uno in opposizione all'altro per mantenere l'equilibrio (a differenza delle scimmie, le scimmie antropomorfe non hanno una coda da poter usare per mantenersi in equilibrio). Per i primati esistono degli svantaggi legati alla deambulazione eretta, poiché la loro modalità di locomozione principale è il quadrupedismo. Questa locomozione eretta è chiamata "postura ortograda". La postura ortograda negli esseri umani è stata resa possibile attraverso milioni di anni di evoluzione. Per poter camminare in posizione eretta con la massima efficienza, il cranio, la colonna vertebrale, il bacino, gli arti inferiori e i piedi hanno subito cambiamenti evolutivi.

## Origine
La definizione di postura ortograda può essere facilmente derivata dalle sue radici “orto-” che significa “eretto” e “-grado” che significa “ascesa”. Questo era vero per i primi ominidi, la cui transizione alla camminata eretta ebbe luogo circa sei-sette milioni di anni fa, come si può notare in Orrorin tugenensis . Questi ominidi furono alcuni dei primi bipedi che si diffusero una gamba alla volta, passo dopo passo.

## Significato evolutivo
La prima evidenza definitiva dell'abituale postura ortograda nel lignaggio evolutivo umano inizia con l'Ardipithecus ramidus, datato tra 5,2 e 5,8 milioni di anni fa. I resti scheletrici di questo ominide mostrano un mosaico di caratteristiche morfologiche che sarebbero state adatte sia ad un ambiente arboreo sia a camminare eretti sulla terra. La prima prova di un ominide a mostrare una morfologia scheletrica in grado di raggiungere una postura ortograda risale a 9,5 milioni di anni fa, con la scoperta di una scimmia del Miocene, cioè il Dryopithecus, rinvenuto a Can Llobateres, in Spagna.
Diversi milioni di anni dopo, Orrorin tugenensis e le australopitecine come Au. africano e Au. afarensis anche praticavano un bipedismo abituale. Questi abitanti degli alberi erano arboricoli e abitavano le aree boschive delle chiome delle foreste. Alcuni ominidi di quel periodo usavano ancora la camminata sulle nocche (knuckle walking), una pratica comune in altre scimmie antropomorfe. Tuttavia, il bipedismo abituale degli australopitechi implicava che, sebbene di notte si ritirassero tra i rami degli alberi, durante il giorno si muovevano con una postura ortograda in modo tale che le loro mani potessero essere usate anche per raccogliere il cibo, nutrirsi, trasferire il proprio peso o mantenersi in equilibrio. Le evidenze fossili suggeriscono che la postura eretta era una reazione a cambiamenti dell'ambiente e della competizione. A causa delle savane più boscose e sterili dell'Africa settentrionale, O. tugenensis e gli australopitechi iniziarono a cambiare, il che è evidente nei dati morfologici raccolti dai resti delle diverse specie. Questi importanti cambiamenti morfologici li differenziano dagli ominidi pronogradi, come si può osservare nei fossili del cranio, della colonna vertebrale, del bacino e del femore.

Spalla umana (con notazioni).

Affinché gli animali abbiano la capacità di camminare eretti, esistono determinati requisiti anatomici. Nei mammiferi che presentano una postura ortograda, la scapola è posizionata più dorsalmente rispetto agli animali con una postura pronograda. L'indice scapolare, la misura della larghezza rispetto alla lunghezza della scapola, è ridotta negli animali che presentano una postura ortograda. Ciò significa che la scapola è più larga che lunga. La gabbia toracica è più appiattita e il processo dell'acromion scapolare è molto più grande. Questo è dovuto al fatto che c'è un maggior utilizzo del muscolo deltoide nella postura ortograda, a causa della possibilità di manipolare le risorse dovuta alla liberazione delle mani.